# Litauische Eishockeyliga 2008/09
Die Saison 2008/09 war die 18. Spielzeit der litauischen Eishockeyliga, der höchsten litauischen Eishockeyspielklasse. Meister wurde zum insgesamt 16. Mal in der Vereinsgeschichte der SC Energija.

## Modus
In der Hauptrunde absolvierte jede der vier Mannschaften insgesamt zwölf Spiele. Der Erstplatzierte der Hauptrunde wurde Meister. Für einen Sieg nach regulärer Spielzeit erhielt jede Mannschaft drei Punkte, bei einem Sieg nach Overtime gab es zwei Punkte, bei einer Niederlage nach Overtime gab es ein Punkt und bei einer Niederlage nach regulärer Spielzeit null Punkte.

## Hauptrunde
|    | Klub                      | Sp | S  | OTS | OTN | N | Tore   | Punkte |
| -- | ------------------------- | -- | -- | --- | --- | - | ------ | ------ |
| 1. | SC Energija               | 14 | 12 | 0   | 0   | 0 | 102:33 | 36     |
| 2. | SM Poseidonas Elektrenai  | 14 | 5  | 1   | 1   | 5 | 56:51  | 18     |
| 3. | Sporto Centras Elektronai | 14 | 3  | 2   | 0   | 7 | 39:69  | 13     |
| 4. | Pioner Kaliningrad        | 14 | 0  | 1   | 3   | 8 | 25:69  | 5      |

Sp = Spiele, S = Siege, U = unentschieden, N = Niederlagen, OTS = Overtime-Siege, OTN = Overtime-Niederlage, SOS = Penalty-Siege, SON = Penalty-Niederlage